# Belmont (Gaume)
Pour les articles homonymes, voir Belmont.
Belmont (en gaumais Biémont) est un village gaumais dans la province de Luxembourg, en Belgique. Administrativement, il fait partie de la commune de Virton (Région wallonne de Belgique). Il constitue un continuum bâti avec Ethe, dont il faisait partie avant la fusion des communes de Belgique de 1977. La langue vernaculaire traditionnelle y est le gaumais.

## Géographie
- Belmont se trouve un peu à l'est du Rabais qui se jette dans la Ton, sous-affluent de la Meuse. Deux petits lacs suivant la vallée de Rabais y attirent les touristes. Un centre de vacances y fut créé.

## Communications
Le village est traversé par la route nationale 82 reliant Arlon à Virton.